# Archivo Histórico de las Minas de Almadén
El Archivo Histórico de las Minas de Almadén es el archivo responsable de la custodia y conservación del conjunto documental generado por la explotación de las minas de Almadén entre los siglos XVIII y XIX. La institución también acoge los fondos documentales de la empresa Minas de Almadén y Arrayanes. La sede del archivo se encuentra situada en el Real Hospital de Mineros de San Rafael, en el municipio de Almadén (Ciudad Real).

## Historia
En 1999 la empresa Minas de Almadén y Arrayanes (MAYASA) creó la Fundación Almadén-Francisco Javier Villegas, que tenía entre sus objetivos la institución de un Archivo Histórico para acoger el patrimonio documental que poseía MAYASA. Se decidió que la sede de este archivo estaría en el Real Hospital de Mineros de San Rafael, que fue reformado para dicho fin. En diciembre de 2003 el Archivo Histórico de las Minas de Almadén se instaló en el rehabilitado hospital, depositándose los fondos documentales que iban de 1936 en adelante. Con posterioridad han tenido lugar nuevas incorporaciones, ya que se da la circunstancia de que las Minas de Almadén a lo largo de su historia habían generado numerosa documentación que se hallaba dispersa por varios archivos.
En 2016 el corpus documental del Archivo fue declarado Bien de Interés Cultural, con la categoría de Colección, por acuerdo del Consejo de Gobierno de Castilla-La Mancha.

## Organización e instalaciones

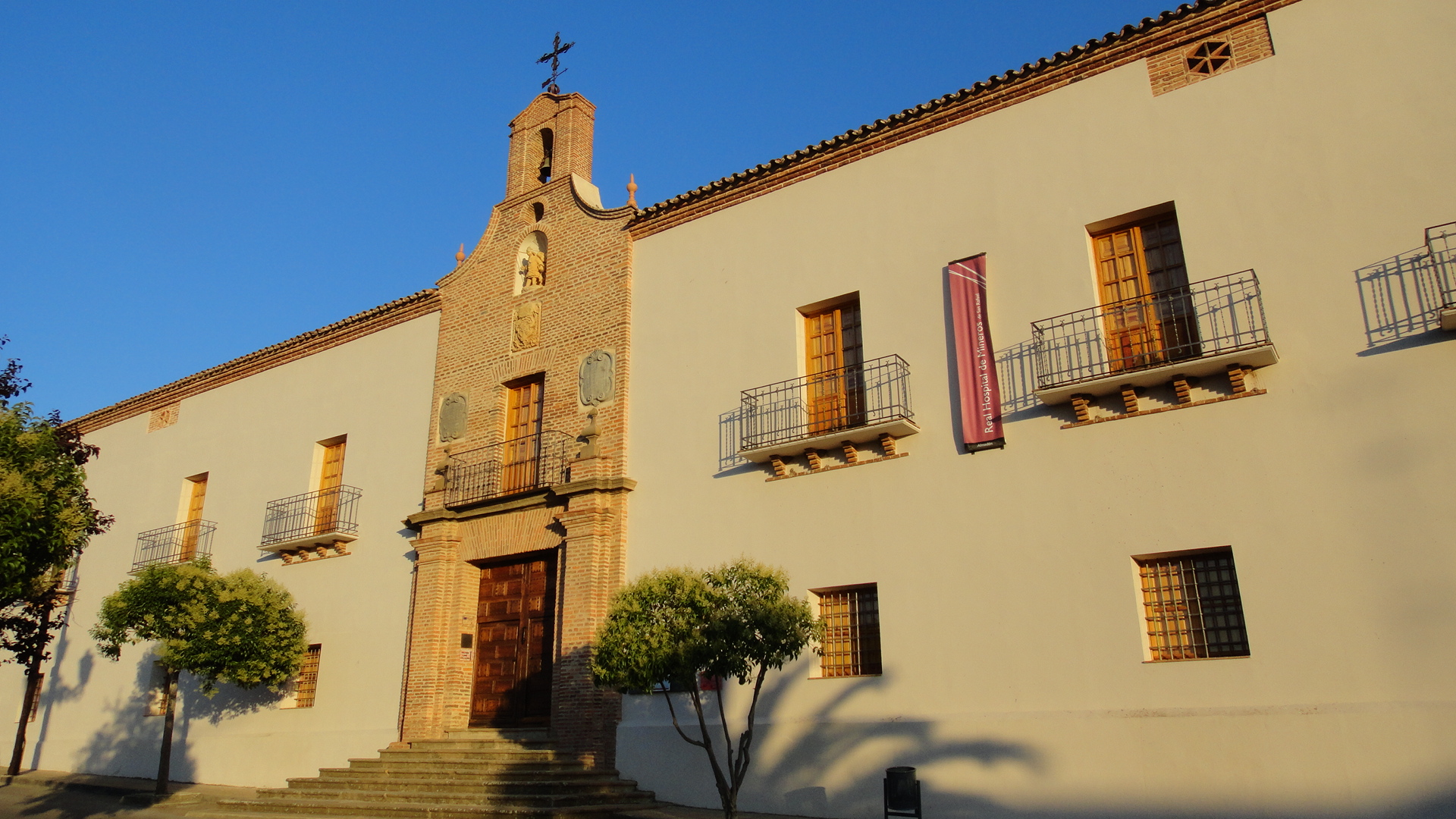
Fachada del Real Hospital de Mineros, sede del archivo.

El Archivo está organizado en varias secciones: el Fondo Antiguo, que custodia la documentación anterior a 1918, y el del Consejo de Administración de Minas de Almadén y Arrayanes (1918-1982); el fondo de Minas de Almadén y Arrayanes (1982-Actualidad); la Biblioteca; y la Sección cartográfica. Existe otro fondo que se ha venido constituyendo a partir de los expedientes de las Minas de Almadén que habían estado custodiados en el Archivo Histórico Nacional, el Archivo General de Indias, el Archivo General de Simancas, etc. La Sección cartográfica posee una colección de 14.000 documentos gráficos cuyo origen se remonta al siglo XVIII.
Las dependencias del archivo se encuentran situadas en la planta baja del antiguo hospital minero en Almadén, y constan de una sala de consultas, despacho de archiveros y depósitos de fondos documentales. Los depósitos cuentan con una extensión total de 324 metros cuadrados que se distribuyen en dos plantas. Estas instalaciones cuentan con un edificio anejo que está destinado a acoger la documentación más reciente producida por la empresa Minas de Almadén y Arrayanes.